# 崔通約

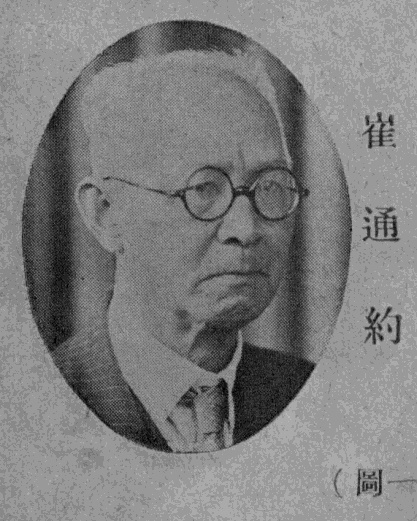

崔通约（1864年—1937年），广东高明人。是活跃于民国前后国内及北美的著名报人，也是热心于基督教的人士。

## 生平
崔通约原名成达，字贯之，号洞若，后因信奉基督教改名为通约，号沧海。据崔通约自著《沧海生平》篇首所附的人物小传记载，他十三岁应童子试，后入万木草堂师事康有为 。
早在戊戌维新时，崔通约就曾在海外办报，1897年，崔通约于吉隆坡创办了当地最早的中文报纸《南洋时务报》（后来的《广时务报》）这份报纸存在时间不长。
崔自称1899年初信基督教。1899年3月，美国长老会传道万国总会（American Presbyterian Board of Foreign Missions）在广州办格致书院（即岭南大学前身），租用四牌楼教堂。崔当时是教堂的教友，因以前有文学学位，就在学院中任中国古典文学教员。当时书院只有三位教员。1900年广州谋炸督抚德寿之役中牺牲的史坚如，就是1899年入学的学生，也是崔的學生。崔曾在史被捕后找到校长尹士嘉及博济医院院长关约翰，直赴沙面美领事馆试图救援未果。  
1900年格致学院搬到澳门后，崔通约因涉史坚如革命事离开了学院，办私塾。当时在校任教职的锺荣光，比他后进格致，留在学校中。  
1900年孙中山在香港成立兴中会，崔通约就加入其中。1903年在香港，他也曾经与著名报人郑贯公等人同创《世界公益报》，一份基督教会报纸，当年影响仅次于陈少白创刊的《中国日报》，但《世界公益报》比起《中国日报》来较温和，立场并不激进。
1905年他曾与李自重等人于香港九龙设立光汉学校，提倡军事教育。同年于香港加入同盟会。之后赴日留学，并作为为《世界公益报》、《羊城日报》通信记者驻在东京。1906年底，由格致书院院长钟荣光推荐，受聘赴温哥华主持《华英日报》。 
在北美期间，崔通约活跃于北美地区，同时一直开学校私人授课，并且参与、创办了温哥华第一个华人基督教会的活动。他曾于1906-1909、1911-1915年间加拿大溫哥華《华英日报》、《大汉日报》出任《大汉公报》的主笔。他也曾在旧金山出任基督教会创办的《中西日报》主笔、《少年中国晨报》（1909-1911）编辑。在北美，1912年6月中国共和党驻美洲总支部 、加拿大云高华埠(温哥华旧称)共和党总支部成立，崔出任加拿大总支部党魁。 
1915年回到中国，于创建了一座基督教会及一座学校。1925年熊希龄与毛彦文的婚礼上，曾写下“老夫六六新妻三三，老夫新妇九十九；白发双双红颜对对，白发红颜眉齐眉”相赠。最后于1928年再次出任《中西日报》主笔。 
崔通约一生有过报人、国文教员、基督教会员等几种经历。1911年5月，他在旧金山曾经被同盟会除名，之后前来温哥华续任已改称《大汉日报》的主笔。期间与当时的中华革命党（国民党）机关报《新民国报》笔战不止。冯自由说他“性情反复，生有恶癖，到处为人摒弃。”他的生平资料，除了他本人于1935年撰写的自传《沧海生平》外，都散见于各类记载或史料中。目前有北美学人石晓宁对其在北美期间的活动情况多有搜辑。